# Detroit Pistons 2008-2009
La stagione 2008-09 dei Detroit Pistons fu la 60ª nella NBA per la franchigia.
I Detroit Pistons arrivarono terzi nella Central Division della Eastern Conference con un record di 39-43. Nei play-off persero al primo turno con i Cleveland Cavaliers (4-0).

## Roster
| N° | Naz.                   | Ruolo | Sportivo         | Anno | Alt. | Peso |
| -- | ---------------------- | ----- | ---------------- | ---- | ---- | ---- |
| 1  | Stati Uniti (bandiera) | G     | Chauncey Billups | 1976 | 191  | 92   |
| 1  | Stati Uniti (bandiera) | G     | Allen Iverson    | 1975 | 183  | 75   |
| 3  | Stati Uniti (bandiera) | G     | Rodney Stuckey   | 1986 | 196  | 93   |
| 5  | Argentina (bandiera)   | A     | Wálter Herrmann  | 1979 | 206  | 102  |
| 6  | Stati Uniti (bandiera) | G     | Alex Acker       | 1983 | 196  | 84   |
| 12 | Stati Uniti (bandiera) | G     | Will Bynum       | 1983 | 183  | 84   |
| 22 | Stati Uniti (bandiera) | A     | Tayshaun Prince  | 1980 | 206  | 98   |
| 24 | Stati Uniti (bandiera) | AC    | Antonio McDyess  | 1974 | 206  | 100  |
| 25 | Stati Uniti (bandiera) | A     | Amir Johnson     | 1987 | 206  | 95   |
| 28 | Stati Uniti (bandiera) | G     | Arron Afflalo    | 1985 | 196  | 98   |
| 30 | Stati Uniti (bandiera) | AC    | Rasheed Wallace  | 1974 | 208  | 102  |
| 32 | Stati Uniti (bandiera) | GA    | Richard Hamilton | 1978 | 198  | 84   |
| 38 | Stati Uniti (bandiera) | A     | Kwame Brown      | 1982 | 211  | 122  |
| 42 | Stati Uniti (bandiera) | A     | Walter Sharpe    | 1986 | 206  | 111  |
| 54 | Stati Uniti (bandiera) | A     | Jason Maxiell    | 1983 | 201  | 118  |

## Staff tecnico
- Allenatore: Michael Curry
- Vice-allenatori: Dave Cowens, Harold Ellis, Bill Pope, Pat Sullivan, Darrell Walker